# بایانلیگ
بایانلیگ (به لاتین: Bayanlig) یک منطقهٔ مسکونی در مغولستان است که در استان بایان‌خونگور واقع شده‌است. بایانلیگ ۱۱٬۹۱۸ کیلومتر مربع مساحت و ۳٬۳۱۶ نفر جمعیت دارد.